# General Tire
Continental Tire the Americas, LLC, con nombre comercial General Tire, es un fabricante estadounidense de neumáticos para vehículos de motor. Fundada en 1915 en Akron, Ohio, por William Francis O'Neil, Winfred E. Fouse, C. J. Jahant, Robert Iredell y H.B. Pushee como The General Tire & Rubber Company (también conocida como The General Tire & Rubber Co.; comúnmente conocida como General Tire a partir de la década de 1960) utilizando fondos del padre de O'Neil, Michael G., propietario de los grandes almacenes O'Neil's de la ciudad de Akron. 
La compañía posteriormente se diversificó (en 1984) en un conglomerado (GenCorp) dedicado a la comercialización de neumáticos (General Tire), compuestos de caucho (DiversiTech General), cohetería y aeronáutica (Aerojet), entretenimiento y noticias (RKO General) y bienes raíces. La división de neumáticos se vendió a la Continental de Alemania en 1987, convirtiéndose en Continental Tire North America, antes de su reincorporación nuevamente a su nombre actual. La división de compuestos se separó y se convirtió en OMNOVA Solutions. El negocio de cohetes se mantuvo y se expandió, y después de un par de cambios de nombre, la compañía matriz es ahora la Aerojet Rocketdyne Holdings. 

## Historia

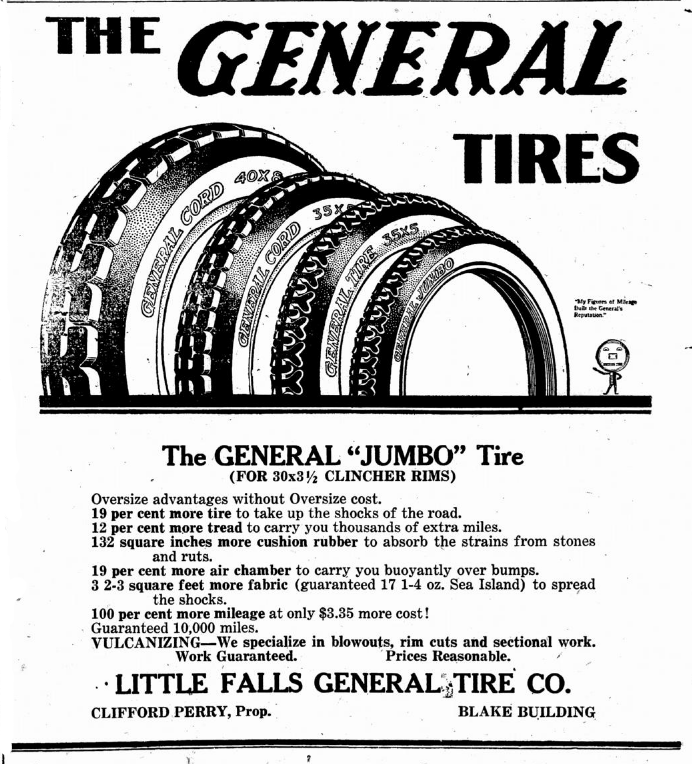
Anuncio de un periódico de General Tire (1919)

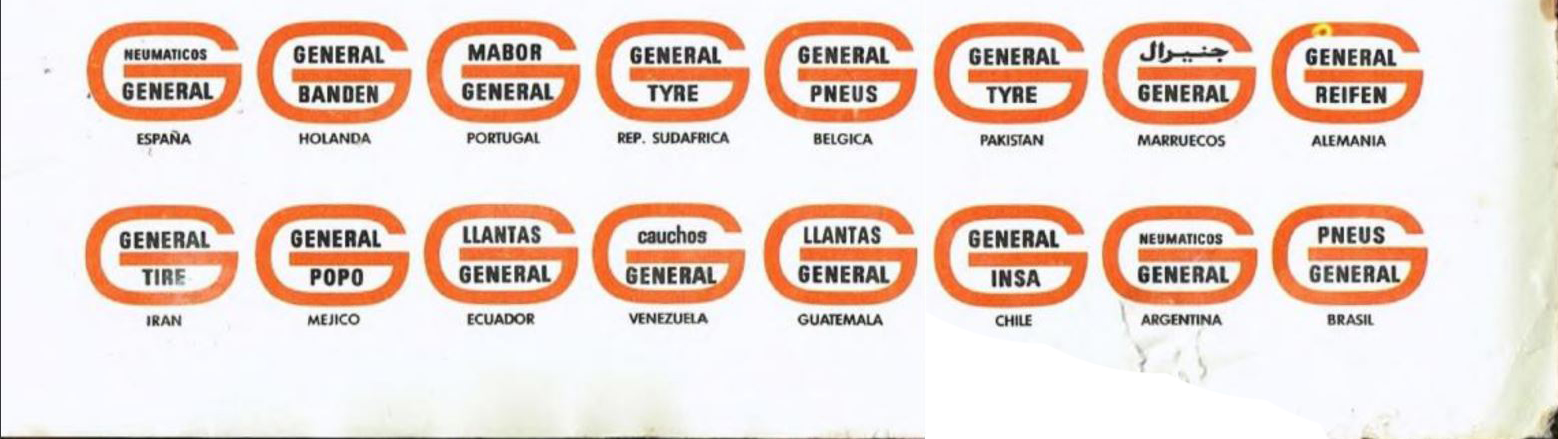
Logotipos de General Tire en todos los idiomas (1967).

### Formación
William Francis O'Neil tenía una franquicia de Firestone en Kansas City. Comenzó con una pequeña instalación de fabricación de productos de reparación de neumáticos, y lo llamó The Western Rubber & Supply Company (también denominada The Western Rubber & Supply Co.), más adelante denominada The Western Tire & Rubber Company (o también The Western Tire & Rubber). Co.)
A medida que Firestone creció, vendió franquicias adicionales, reduciendo los territorios de sus franquiciados anteriores. Insatisfecho, O'Neil decidió competir con Firestone, utilizando la experiencia que había adquirido con Western Tire and Rubber. Se asoció con otros cuatro hombres, y formó The General Tire & Rubber Company en 1915 usando los 200.000 dólares de capital prestados por el almacén de su padre. O'Neil y sus asociados contrataron a algunos gerentes de Firestone.
Inicialmente, se centraron en materiales de reparación, como con la Western Tire & Rubber, pero en 1916 se expandieron a la fabricación de neumáticos, centrándose en productos de alta gama. Inicialmente, sus productos incluían:
- General Jumbo, un recambio premium para camiones Ford Modelo T
- Cámara Jumbo General de baja presión
- Neumáticos Dual 90

### Crecimiento
A pesar del difícil clima comercial durante la época de la Primera Guerra Mundial, en 1917, O'Neil estableció una red de concesionarios y comenzó una campaña publicitaria. Hacia 1930, la compañía tenía 14 tiendas minoristas y alrededor del 1.8% del mercado de neumáticos. Durante la depresión, cuando sus competidores comenzaron a entrar en crisis, The General Tire & Rubber Company compró Yale Tire and Rubber e India Tire and Rubber. Ya en 1933, había aumentado su participación en el mercado al 2,7%, un porcentaje relativamente grande considerando que la compañía había limitado su línea de productos.

### Conglomerado

#### Radio, televisión y cine
Debido a que durante la Depresión fue particularmente difícil mantener la actividad manufacturera, The General Tire & Rubber Company compró varias estaciones de radio de Ohio en las que se anunciaba. En 1943, diversificó su estrategia comercial central, comprando la Yankee Network y las estaciones de radio que poseía de Shepard Stores, Inc. de Boston. Thomas F. O'Neil, hijo del fundador William F. O'Neil, pasó a dirigir la Yankee Network, con John Shepard III como presidente. 
La compañía continuó aumentando su presencia en el sector de las comunicaciones al adquirir en 1950 la Don Lee Network, una red de radio regional muy respetada en la costa oeste. Entre otras estaciones, agregó la KHJ-AM-FM en Los Ángeles y la KFRC-AM-FM en San Francisco. En 1952, compró WOR/WOR-FM/WOR-TV en la ciudad de Nueva York y fusionó sus intereses de transmisión en una nueva división, General Teleradio (comprando a la cadena de almacenes R. H. Macy & Company una participación en la WOR & Bamberger Broadcasting; nombrada así como resultado del aumento de la inversión de The General Tire & Rubber Company en WOR). 
El último movimiento de la compañía en el mundo del entretenimiento fue la adquisición de la RKO Radio Pictures de Howard Hughes en 1955 por 25 millones de dólares. La General Tire & Rubber Company estaba interesada principalmente en usar las películas de RKO para programarlas en sus estaciones de televisión, por lo que vendió los estudios en Hollywood de la RKO (situados en Sunset y Gower) a Lucille Ball y Desilu Productions de Desi Arnaz en 1956 por 6 millones de dólares. Los activos restantes de RKO se fusionaron con General Teleradio, y la nueva compañía se hizo conocida inicialmente como RKO Teleradio Pictures, luego RKO Teleradio, antes de convertirse en RKO General. Las estaciones de radio se convirtieron en algunas de las principales emisoras del mundo, pero la división fue arrastrada por una conducta poco ética en sus estaciones de televisión. Esto culminó en la disputa de licencias más larga en la historia de la televisión, lo que finalmente obligó a RKO General a abandonar el negocio de la transmisión en 1991.

#### Cohetes
A finales de la década de 1930, el ejército de los Estados Unidos se interesó en los cohetes. Un grupo de ingenieros del Instituto de Tecnología de California ganó un contrato para producir motores de cohetes para acelerar el despegue de los aviones, y formó una compañía llamada Aerojet. El grupo tuvo éxito con los cohetes de combustible líquido, pero necesitaba ciencia de materiales adicional y experiencia en fabricación para crear cohetes de combustible sólido más sofisticados. Aerojet se asoció con The General Tire & Rubber Company, utilizando su capitalización, experiencia con aglutinantes de caucho e instalaciones de fabricación de productos químicos. La sociedad pasó a llamarse Aerojet-General.

## Mercadotecnia
En su publicidad en las décadas de 1970 y 1980, el eslogan del general Tire era: "Tarde o temprano, serás propietario de los Generales" (Sooner or later, you'll own Generals).
Una campaña publicitaria posterior fue: "Cualquier lugar es posible" (Anywhere is Possible).

## Reorganización
General Tire se reincorporó a General Tire, Inc. y reorganizó sus participaciones en el holding GenCorp, Inc. en 1984, con General Tire y RKO General como subsidiarias. 
GenCorp vendió General Tire al fabricante alemán de neumáticos Continental AG en 1987. General Tire todavía existe hoy como parte de las operaciones estadounidenses de Continental. 